# دزدان دریایی کارائیب: سوار بر امواج ناشناخته
دزدان دریایی کارائیب: سوار بر امواج ناشناخته (به انگلیسی: Pirates of the Caribbean: On Stranger Tides) نام چهارمین قسمت از سری فیلم‌های تخیلی دزدان دریایی کارائیب است. این فیلم را برخلاف سه فیلم قبلی، راب مارشال کارگردانی کرده‌است.
در این فیلم جانی دپ و جفری راش همانند فیلم‌های قبلی در نقش‌های جک اسپارو و هکتور باربوسا بازی کرده‌اند. اما کیرا نایتلی (در نقش الیزابت سوآن) و اورلاندو بلوم (در نقش ویل ترنر) در این فیلم بازی نکرد. برخلاف فیلم‌های قبلی که در کارائیب فیلم‌برداری شد بر امواج بیگانه در هاوائی ساخته شد.

## بودجه
دزدان دریایی کارائیب: سوار بر امواج ناشناخته با بودجه ۳۷۸/۵ میلیون دلاری، ‌پرهزینه‌ترین فیلم‌ تاریخ سینما به‌شمار می‌آید.

## داستان
کاپیتان جک اسپارو در جستجوی چشمهٔ جوانی است و با دزد دریایی ریش سیاه مقابله می‌کند. او، گیبز و اسپانیایی‌ها از راه رسیدن به چشمه آگاهند به همین دلیل ریش سیاه جک را مجبور می‌کند تا او را به سوی چشمه راهنمایی کند چون در سرنوشت او نوشته شده بود او تایک هفتهٔ دیگر کشته خواهد شد. از سوی دیگر هکتور باربوسا هم با حمایت پادشاه انگلستان به دنبال چشمه حیات است به ظاهر او می‌خواهد مقام دریا سالاری را کسب کند اما در حقیقت او می‌خواهد به خاطر کشتی مروارید سیاه از ریش سیاه انتقام بگیرد جک به همراه ریش سیاه و دخترش آنجلیکا که رزل صفتی را از پدرش به ارث برده بود برای به‌دست آوردن اشک پری دریایی به خلیج وایت کمپ رفتند پری‌های دریایی دختران زیبارویی هستند که در پس چهرهٔ زیبای آن‌ها هیولایی زشت وجود دارد در آن جا پری‌های دریایی عده‌ای از ملوانان ریش سیاه را کشتند ولی در آخر یک کشیش جوان یکی از آنها را شکار کرد اما سخت عاشق آن شده بود و…
هر کس که بخواهد جوان شود و بیشتر عمر کند باید دو جام نقره واشک تازهٔ پری دریایی و آب چشمهٔ حیاط را داشته باشد در این مراسم یک انسان قربانی می‌شود باید در هر دو جام آب چشمه ریخته شود سپس باید اشک را داخل یکی از جام‌ها بریزیم هرکس که جام اشک دار را بنوشد تمام عمری که قربانی زندگی کرده و باقی عمری که می‌توانست زنده بماند را به‌دست می‌آورد.

## بازیگران
- جانی دپ در نقش کاپیتان جک اسپارو، کاپیتان سابق مروارید سیاه که حالا در جستجوی چشمهٔ جوانی است.
- پنه لوپه کروز در نقش آنجلیکا، دختر ریش سیاه معشوقهٔ سابق جک اسپارو.
- ایان مک‌شین در نقش ریش سیاه، کاپیتان و دزد دریایی پیری که می‌خواهد جوانی اش را با پیدا کردن چشمه جوانی بازیابد.
- جفری راش در نقش کاپیتان هکتور باربوسا
- کوین مک نالی در نقش جاشومی گیبز
- ریچارد گریفیتس در نقش جرج دوم فرمانروای امپراتوری بریتانیا
- راجر آلام
- سم کِلَفین در نقش فیلیپ سوییفت
- استیو اِوِتس
- خوان کارلوس بئیدو

## دنباله
دزدان دریایی کارائیب: مردگان حکایت نمی‌کنند به کارگردانی اسپن سندبرگ و یواخیم رانینگ است که در ۷ ژوئیه سال ۲۰۱۷ اکران شد.